# Нойгаблонц
Нойгаблонц, более русский вариант — Новогаблонск (нем. Neugablonz) или Кауфбойрен-Нойгаблонц (нем. Kaufbeuren-Neugablonz) — городской район и одна из девяти административных единиц баварского города земельного подчинения Кауфбойрен в Германии. Городской район занимает северо-восточную часть Кауфбойрена. Региональный шифр городского района — 09 762 000 004.
По данным Deutschland123:
- территория городского района — 1034 га;
- население городского района — 10.778 чел.;
- плотность населения — 1042.36 чел./км²;
- землеобеспеченность с учётом внутренних вод — 959 м²/чел.

## История

### 1939—1946
Осенью 1939 года на площади 500 га в 3,5 км к северо-востоку от Кауфбойрена в сосновом лесу, вперемешку с лугами (нем. Waldgebiet Kaufbeuren-Hart), в рамках военного строительства нацистской Германии был заложен завод фирмы Dynamit AG (DAG) по производству бездымного пороха с ежемесячной мощностью 620 тонн. В феврале 1940 года приступили к строительству завода, а с апреля его производственная мощность была снижена с 620 до 200 тонн в месяц. С сентября на строительстве было задействовано 2750 человек. Сроки по вводу завода в эксплуатацию 31 марта 1941 года были сорваны, а уже в сентябре работы вообще приостанавливаются из-за избытка в немецкой промышленности производственных мощностей по выпуску взрывчатых веществ.
В январе 1942 года в восточной части завода размещается станция по заправке боеприпасов. Весной, учитывая увеличение потребления боеприпасов в вермахте, решено запустить производство пороха в Кауфбойрене. В течение года строительство было завершено. Было построено около двухсот отлично замаскированных и частично защищённых от авиабомб зданий в просторной лесистой местности. В апреле 1943 года началось производство пороха. Из-за нехватки квалифицированной рабочей силы пришлось использовать много неквалифицированных рабочих, а также иностранцев. В мае на заводе было занято 643 человека. В результате из-за первоначальных трудностей объёмы выпуска были невелики и первую промышленную продукцию завод выдал только в августе 1943 года.
В 1944 году производство идет полным ходом. Завод Кауфбойрена поставляет ежемесячно около 250 тонн пороха. На производстве занято 1100 человек. Экспериментальная компания производит более 100.000 всевозможных боеприпасов в месяц (Gewehr-Panzer-Granaten für die SS, Panzerhandminen, небольшие бомбы для Люфтваффе). Её персонал состоит из 270 человек, более 60 % составляют женщины, многие из них — украинского происхождения. В обеих компаниях более половины работников — иностранцы. Еженедельное рабочее время временно увеличено до 66 часов. Осенью началось новое строительство: около 1000 еврейских заключенных из концлагерей (Barackenlager Riederloh II), расположенных в двух километрах к востоку от участка DAG, в западной части территории завода начали строить Цюндхюченфабрик (нем. Zündhütchenfabrik).

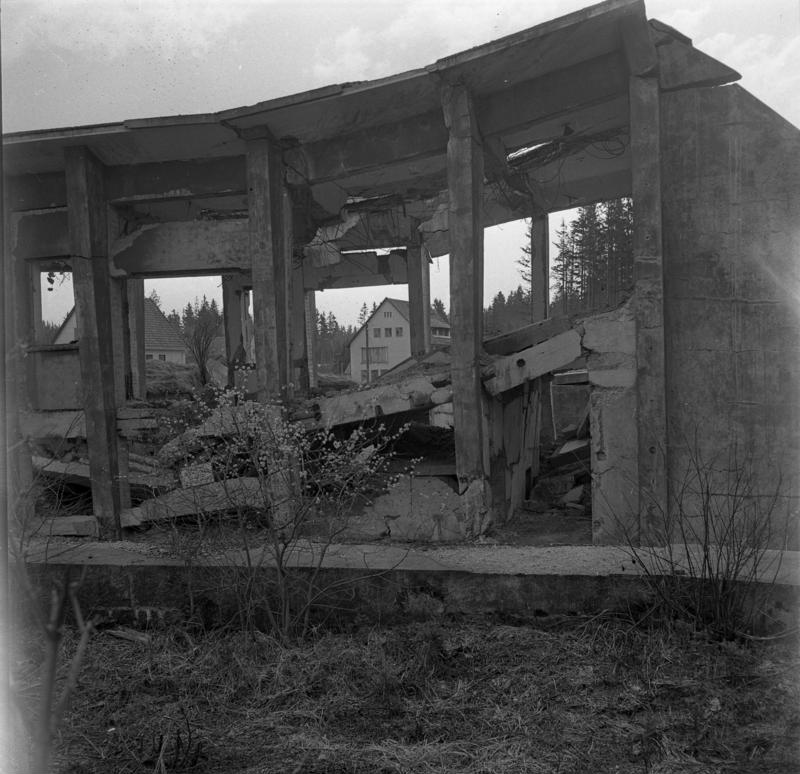
Нойгаблонц (одно из разрушенных зданий завода)

Восьмого января 1945 года концлагерь был ликвидирован из-за эпидемии дизентерии и бесчеловечным обращением охранников с заключёнными, а 27 апреля американская армия заняла Кауфбойрен. Американские оккупационные власти 17 октября принимают решение о ликвидации завода и с 29 октября начинают эвакуацию участка завода DAG, включая все взрывчатые вещества, химические вещества и перерабатываемые материалы.
С октября 1945 года по апрель 1946 года американские оккупационные силы используют расположенные на южном краю площадки завода казармы Ридерло (Riederloh) в качестве лагеря для интернированных бывших членов СС. Шестого ноября началась закладка взрывчатки для подрыва заводских зданий и 12 ноября были взорваны первые 59 зданий. В последующие недели и месяцы в общей сложности были уничтожены 83 здания.

### Мигранты

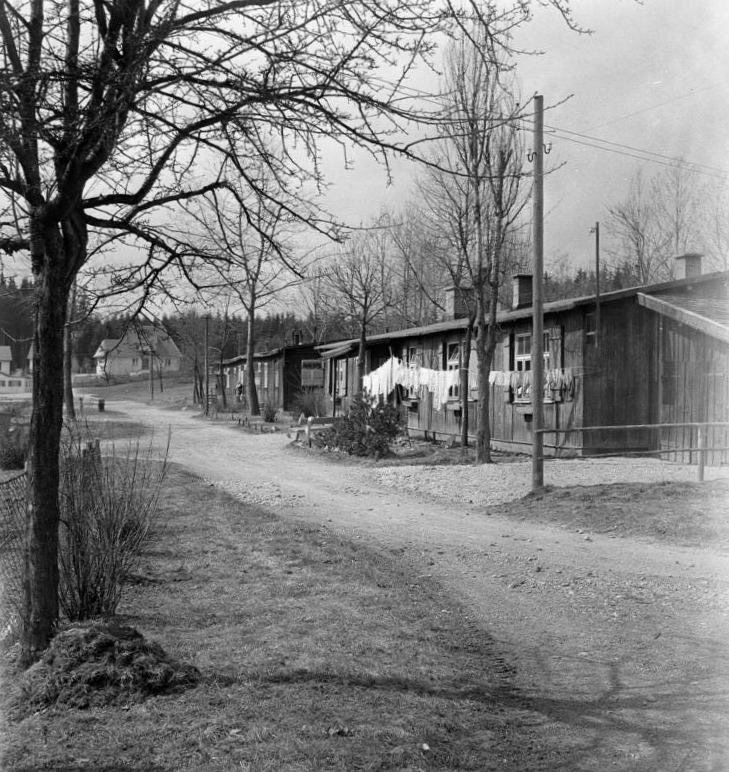
Нойгаблонц (бараки)

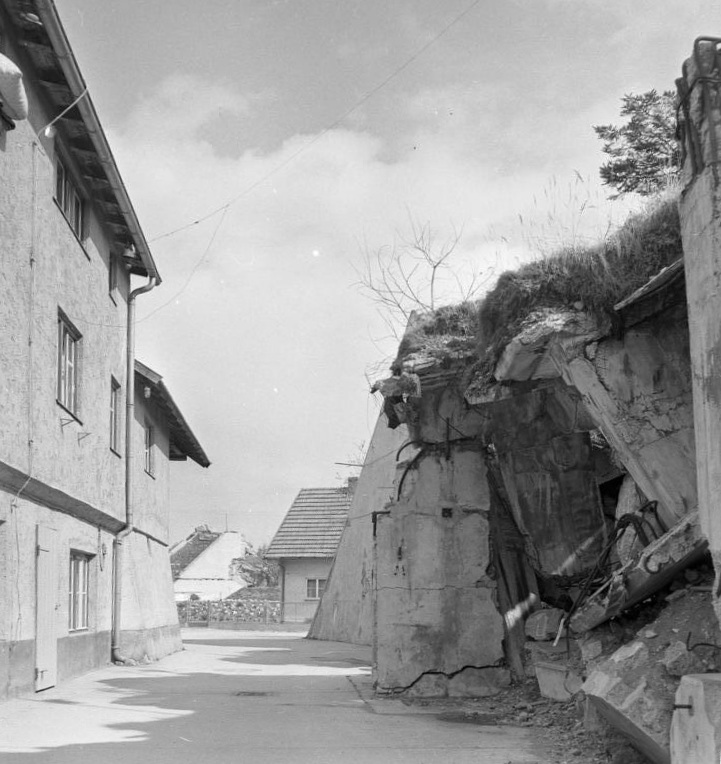
Нойгаблонц (улица)

Пятнадцатого июня 1945 года началась депортация судетских немцев из района Габлонца. 28 ноября 1945 года принимается решение о переселении 7—10 тысяч судетских немцев в районы Кауфбойрена, Марктобердорфа и Фюссена. Бургомистр и районный администратор Кауфбойрена 2 декабря 1945 года получили сообщение от Национального комиссариата по делам беженцев о переселении в Кауфбойрен и окрестности 8000 перемещённых лиц. Впоследствии это количество было увеличено до 15 тысяч человек.

### Становление
Первого апреля 1946 года лагерь Ридерло (нем. Riederloh) на территории бывшего завода боеприпасов Dynamit AG (Flurname Hart) был включён в систему по переселению изгнанных немцев из Судетской области Чехословакии, в основном из города Яблонец-над-Нисоу (нем. Gablonz an der Neiße). Перемещённые первоначально жили в убогих бараках. Но уже очень скоро появились первые магазины и жизнь стала потихоньку налаживаться. Вкладывая трудолюбие, упорство и невероятную готовность работать, здесь вскоре открылись первые магазины и, конечно, предприятия, которые производили ювелирные изделия и изделия из стекла. Очень скоро пришло заслуженное процветание и интеграция изгнанников в местное сообщество. Отличительная черта нынешнего поколения перемещённых лиц — своеобразный диалект, привнесённый в эти места. Но благодаря честолюбию они добились успеха и признания. Только дешёвое производство зарубежных конкурентов приостановило и застопорило развитие предприятия «Neugablonzer Wirtschaftwunder», созданного перемещёнными лицами.

### Репатрианты
В 1996 году Нойгаблонц отмечал своё пятидесятилетие. Двадцатого декабря 1998 года умирает основатель Нойгаблонца Эрих Хушка (нем. Erich Huschka) в возрасте 86 лет. В 1990-е годы резко возрос миграционный поток людей иностранного происхождения в Нойгаблонц. Благодаря миграционному потоку в последние годы Нойгаблонц стал центром для репатриантов из стран бывшего Советского Союза. В Нойгаблонце в настоящее время насчитывается около 5200 репатриантов, что составляет 40 процентов от всего населения городского района.

## Население
На 1 января 1948 года численность населения Нойгаблонца составила 754 человека и быстро увеличивалась в дальнейшем:
- на 31 марта 1951 года уже 2450 человек, включая Ридерло (Riederloh) — 3300 человек[23];
- на 1 января 1953 года — 5563 человекf[24];
- на конец 1953 года уже было 6250 человек, а на 31 декабря 1954 года — 7400 человек[25];
- 11 июня 1958 года в Нойгаблонце родился 10.000 житель.[26]

| Текущий учёт населения в Нойгаблонце за 1960—1999 гг. (данные на 31 декабря) | Текущий учёт населения в Нойгаблонце за 1960—1999 гг. (данные на 31 декабря) | Текущий учёт населения в Нойгаблонце за 1960—1999 гг. (данные на 31 декабря) | Текущий учёт населения в Нойгаблонце за 1960—1999 гг. (данные на 31 декабря) | Текущий учёт населения в Нойгаблонце за 1960—1999 гг. (данные на 31 декабря) | Текущий учёт населения в Нойгаблонце за 1960—1999 гг. (данные на 31 декабря) | Текущий учёт населения в Нойгаблонце за 1960—1999 гг. (данные на 31 декабря) | Текущий учёт населения в Нойгаблонце за 1960—1999 гг. (данные на 31 декабря) | Текущий учёт населения в Нойгаблонце за 1960—1999 гг. (данные на 31 декабря) | Текущий учёт населения в Нойгаблонце за 1960—1999 гг. (данные на 31 декабря) | Текущий учёт населения в Нойгаблонце за 1960—1999 гг. (данные на 31 декабря) | Текущий учёт населения в Нойгаблонце за 1960—1999 гг. (данные на 31 декабря) | Текущий учёт населения в Нойгаблонце за 1960—1999 гг. (данные на 31 декабря) | Текущий учёт населения в Нойгаблонце за 1960—1999 гг. (данные на 31 декабря) | Текущий учёт населения в Нойгаблонце за 1960—1999 гг. (данные на 31 декабря) |
| Городской район Кауфбойрена                                                  | 1960                                                                         | 1969                                                                         | 1979                                                                         | 1980                                                                         | 1987                                                                         | 1991                                                                         | 1992                                                                         | 1993                                                                         | 1994                                                                         | 1995                                                                         | 1996                                                                         | 1997                                                                         | 1998                                                                         | 1999                                                                         |
| ---------------------------------------------------------------------------- | ---------------------------------------------------------------------------- | ---------------------------------------------------------------------------- | ---------------------------------------------------------------------------- | ---------------------------------------------------------------------------- | ---------------------------------------------------------------------------- | ---------------------------------------------------------------------------- | ---------------------------------------------------------------------------- | ---------------------------------------------------------------------------- | ---------------------------------------------------------------------------- | ---------------------------------------------------------------------------- | ---------------------------------------------------------------------------- | ---------------------------------------------------------------------------- | ---------------------------------------------------------------------------- | ---------------------------------------------------------------------------- |
| Нойгаблонц                                                                   | 10763                                                                        | ≈12000                                                                       | 13058                                                                        | 12954                                                                        | 12527                                                                        | 13333                                                                        | 13353                                                                        | 13459                                                                        | 13885                                                                        | 13951                                                                        | 13818                                                                        | 13686                                                                        | 13598                                                                        | 13379                                                                        |

## Инфраструктура
В Нойгаблонце находится 5670 квартир (2217 жилых зданий), в том числе 1478 односемейных домов. Кроме того, существует чрезвычайно большое количество (284) сблокированных домов (жилых домов с двумя жилыми единицами). Средняя площадь жилого дома — 201 м2. Жилая площадь в жилых зданиях — 445.580 м2.
⇑

## Конфессиональные сообщества
На территории городского района расположены шесть конфессиональных общин пяти христианских церквей.

### Католическая община
В Нойгаблонце располагаются два католических прихода деканата Кауфбойрен диоцеза Аугсбург, расположенных в церковной провинции Мюнхена и Фрайзинга римско-католической церкви Германии.
Иммануэль-община Кауфбойрен
Местонахождение резиденции:
- 87600 Кауфбойрен, Дессештрасе, 54 (нем. Immanuel-Gemeinde Kaufbeuren);
- географические координаты 47°54′39″ с. ш. 10°38′38″ в. д.HGЯO;
- пастор (2016) Юрген Фредрих (нем. Jürgen Fredrich (Pastor));
- веб-сайт Иммануэль (Кауфбойрен-Нойгаблонц).[38][40][41]

Приход охватывает часть территории городского района Нойгаблонц.
Исторические сведения о создании церковной общины Иммануэль-община Кауфбойрен на языке оригинала можно найти здесь.
Церковь Святого Сердца
Местонахождение резиденции:
- 87600 Кауфбойрен, Зудетенштрасе, 84 (нем. Sudetenstraße 84, 87600 Kaufbeuren);
- географические координаты 47°54′28″ с. ш. 10°38′10″ в. д.HGЯO;
- городской пастор (с 2015) Томас Хаген (нем. Stadtpfarrer Thomas Hagen)[43];
- капеллан — с сентября 2014 года должность вакантна[44];
- веб-сайт Церковь Святого Сердца (Кауфбойрен-Нойгаблонц).[38][45]

Приход охватывает часть территории городского района Нойгаблонц.
Исторические сведения о создании церковной общины Церковь Святого Сердца в казармах Ридерло на языке оригинала можно найти здесь.

### Протестантская община
В Нойгаблонце располагается одна из двух евангелическо-лютеранских общин Кауфбойрена, входящих в Евангелическо-лютеранский деканат Кемптен церковного региона Аугсбург ЕЛЦБ — Кристускирхе (нем. Christuskirche Kaufbeuren-Neugablonz).
Местонахождение резиденции и прихода Кристускирхе:
- 87600 Кауфбойрен, Фалькенштрасе, 16÷18 (нем. Falkenstraße 16÷18, 87600 Kaufbeuren);
- географические координаты 47°54′34″ с. ш. 10°38′14″ в. д.HGЯO;
- пастор (2016) Себастьян Шталь (нем. Pfarrer Sebastian Stahl);
- веб-сайт Кристускирхе (Кауфбойрен-Нойгаблонц)[38].

Приход охватывает территорию городского района Нойгаблонц и прилегающие общины Вестендорф, Гермаринген, Кальтенталь, Оберостендорф, Остерцелль, Пфорцен, Риден и Штёттванг.
| Прихожане церковной общины Кауфбойрен-Нойгаблонц Евангелическо-лютеранского деканата Кемптен ЕЛЦБ | Прихожане церковной общины Кауфбойрен-Нойгаблонц Евангелическо-лютеранского деканата Кемптен ЕЛЦБ | Прихожане церковной общины Кауфбойрен-Нойгаблонц Евангелическо-лютеранского деканата Кемптен ЕЛЦБ | Прихожане церковной общины Кауфбойрен-Нойгаблонц Евангелическо-лютеранского деканата Кемптен ЕЛЦБ | Прихожане церковной общины Кауфбойрен-Нойгаблонц Евангелическо-лютеранского деканата Кемптен ЕЛЦБ | Прихожане церковной общины Кауфбойрен-Нойгаблонц Евангелическо-лютеранского деканата Кемптен ЕЛЦБ | Прихожане церковной общины Кауфбойрен-Нойгаблонц Евангелическо-лютеранского деканата Кемптен ЕЛЦБ | Прихожане церковной общины Кауфбойрен-Нойгаблонц Евангелическо-лютеранского деканата Кемптен ЕЛЦБ | Прихожане церковной общины Кауфбойрен-Нойгаблонц Евангелическо-лютеранского деканата Кемптен ЕЛЦБ | Прихожане церковной общины Кауфбойрен-Нойгаблонц Евангелическо-лютеранского деканата Кемптен ЕЛЦБ | Прихожане церковной общины Кауфбойрен-Нойгаблонц Евангелическо-лютеранского деканата Кемптен ЕЛЦБ | Прихожане церковной общины Кауфбойрен-Нойгаблонц Евангелическо-лютеранского деканата Кемптен ЕЛЦБ | Прихожане церковной общины Кауфбойрен-Нойгаблонц Евангелическо-лютеранского деканата Кемптен ЕЛЦБ | Прихожане церковной общины Кауфбойрен-Нойгаблонц Евангелическо-лютеранского деканата Кемптен ЕЛЦБ | Прихожане церковной общины Кауфбойрен-Нойгаблонц Евангелическо-лютеранского деканата Кемптен ЕЛЦБ |
| Церковные общины                                                                                  | 2003                                                                                              | 2004                                                                                              | 2005                                                                                              | 2006                                                                                              | 2007                                                                                              | 2008                                                                                              | 2009                                                                                              | 2010                                                                                              | 2011                                                                                              | 2012                                                                                              | 2013                                                                                              | 2014                                                                                              | 2015                                                                                              | 2016                                                                                              |
| ------------------------------------------------------------------------------------------------- | ------------------------------------------------------------------------------------------------- | ------------------------------------------------------------------------------------------------- | ------------------------------------------------------------------------------------------------- | ------------------------------------------------------------------------------------------------- | ------------------------------------------------------------------------------------------------- | ------------------------------------------------------------------------------------------------- | ------------------------------------------------------------------------------------------------- | ------------------------------------------------------------------------------------------------- | ------------------------------------------------------------------------------------------------- | ------------------------------------------------------------------------------------------------- | ------------------------------------------------------------------------------------------------- | ------------------------------------------------------------------------------------------------- | ------------------------------------------------------------------------------------------------- | ------------------------------------------------------------------------------------------------- |
| Кауфбойрен-Нойгаблонц                                                                             | 4703                                                                                              | 4691                                                                                              | 4826                                                                                              | 4800                                                                                              | 4667                                                                                              | 4623                                                                                              | 4585                                                                                              | 4518                                                                                              | 4467                                                                                              | 4409                                                                                              | 4371                                                                                              | 4284                                                                                              |                                                                                                   |                                                                                                   |

### Старокатолическая община
Центром старокатолического сообщества Кауфбойрен-Нойгаблонц (деканат Бавария) является Вознесенская церковь (нем. Alt-Katholische Kirche Christi-Himmelfahrtskirche) Германской старокатолической церкви (нем. Alt-Katholische Kirche in Deutschland), освящённая в 1953 году.
Общие сведения:
- 87600 Кауфбойрен-Нойгаблонц, Фихтенвег, 6 (нем. Fichtenweg 6, 87600 Kaufbeuren-Neugablonz);
- географические координаты 47°54′27″ с. ш. 10°38′12″ в. д.HGЯO;
- пастор (2016) Карстен Кукула (нем. Pfarrer Carsten Kukula);
- веб-сайт Вознесенская церковь (Кауфбойрен-Нойгаблонц) (недоступная ссылка).[38][53]

Общее число прихожан церковного сообщества, включая церковные общины Кауфбойрен-Штадт, Марктобердорф и Фюссен, по данным на 31 декабря 2015 года — 381 мирянин.

### Церковь адвентистов седьмого дня
В Нойгаблонце размещается одна из 559 церковных общин Свободной церкви адвентистов седьмого дня (нем. Freikirche der Siebenten-Tags-Adventisten).
Местонахождение резиденции:
- 87600 Кауфбойрен-Нойгаблонц, Камницштрасе, 12 (нем. Kamnitzstraße 12, 87600 Kaufbeuren-Neugablonz);
- географические координаты 47°54′35″ с. ш. 10°38′28″ в. д.HGЯO;
- пастор (2016) Вильям Гисбрехт (нем. Unser Pastor William Giesbrecht);
- веб-сайт Свободная церковь адвентистов седьмого дня (Кауфбойрен-Нойгаблонц).[38]

Общее число прихожан церковного сообщества (2016) — 44 члена Церкви из девяти стран с небольшой группой детей (во всей Церкви — 34.982 мирянина по данным на 31 декабря 2012 года).

### Новоапостольская церковь
Община Кауфбойрен — одна из 1870 общин христианской Новоапостольской церкви (нем. Neuapostolische Kirche) Германии и одна из 723 общин апостольского округа Южная Германия (нем. Neuapostolische Kirche Süddeutschland).
Община Кауфбойрен расположена в апостольском участке (подокруге) Мюнхен (нем. Der Apostelbereich München) на территории церковного округа Пайтинг (нем. Kirchenbezirk Peiting).
Местонахождение резиденции:
- Вольфтригельштрасе, 2, 87600 Кауфбойрен (нем. Wolftrigelstraße 2, 87600 Kaufbeuren)[74];
- географические координаты 47°53′48″ с. ш. 10°37′25″ в. д.HGЯO;
- контакт: Вольфганг Ланге (нем. Ansprechpartner: Wolfgang Lange)[74];
- веб-сайт Община Кауфбойрен.[75]

Исторические сведения о создании Новоапостольской церкви Южной Германии (нем.) на языке оригинала можно найти здесь.
В Германии Новоапостольская церковь Германии является юридическим лицом в виде открытого акционерного общества и имеет свою Конституцию.
⇑

## Культовые здания и сооружения

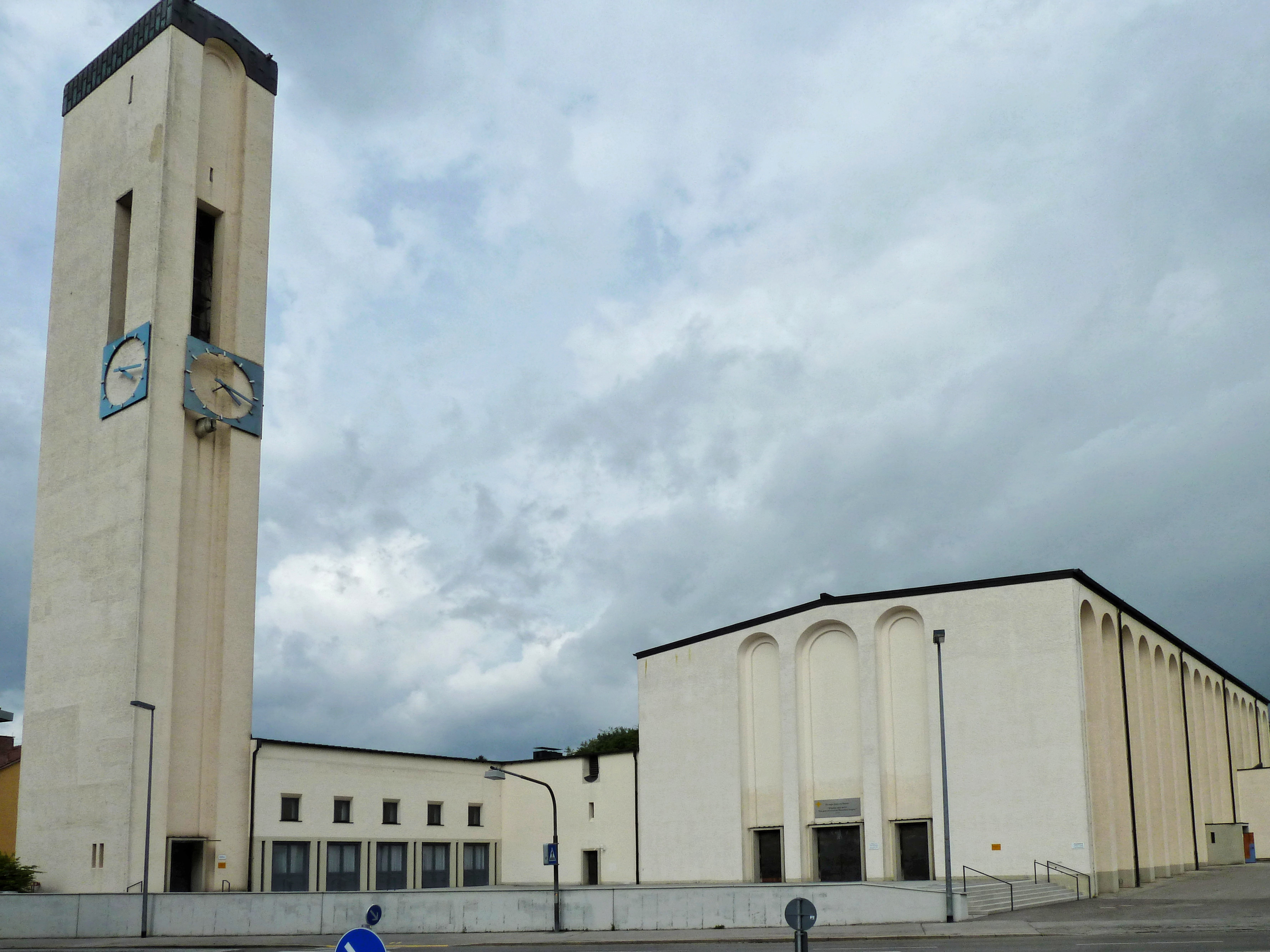
Церковь Святого Сердца (католическая община Кауфбойрен-Нойгаблонц «Hlgst. Herz Jesu»)

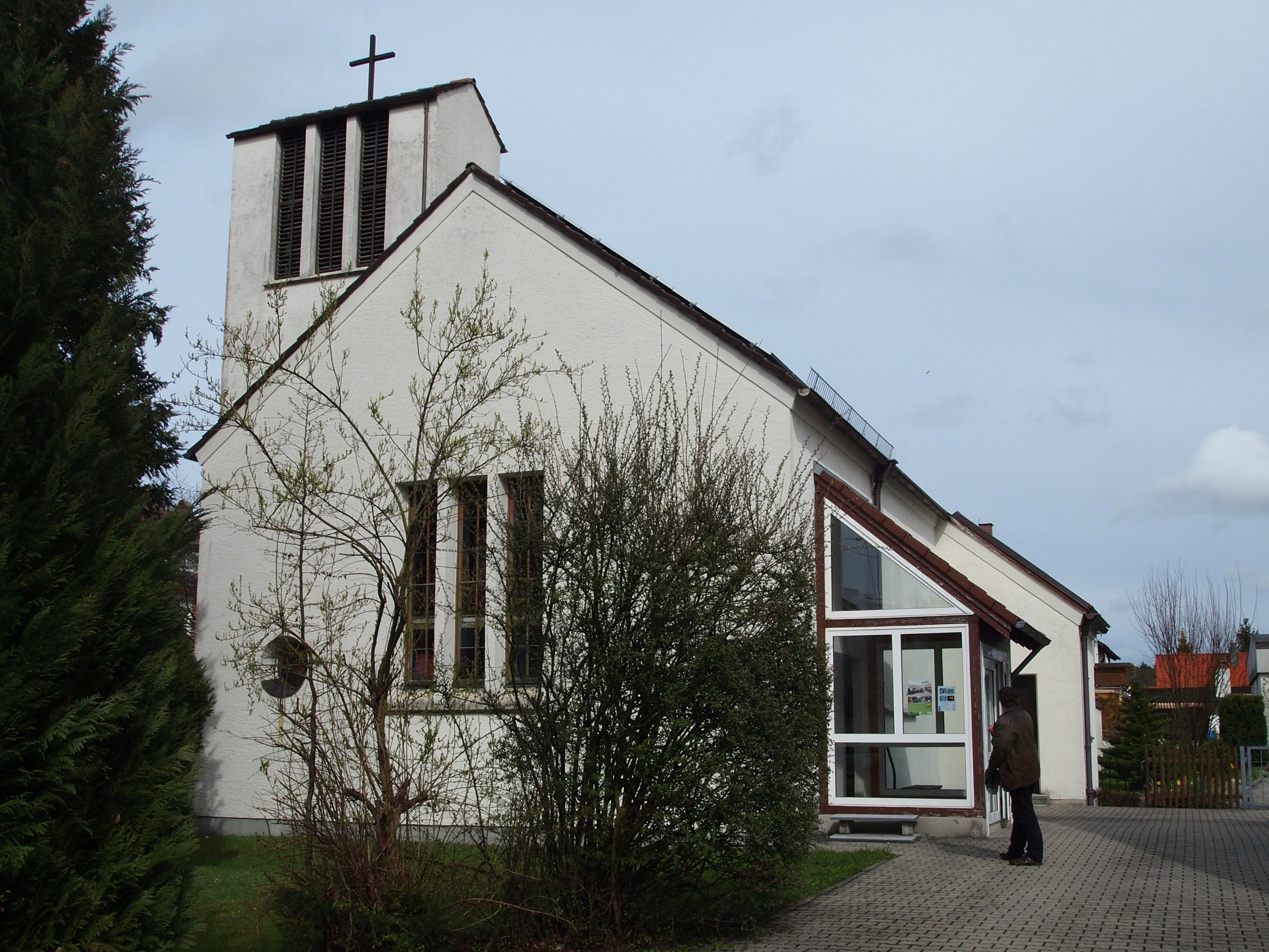
Вознесенская церковь (старокатолическая община Кауфбойрен-Нойгаблонц)

⇑

## Комментарии
1. ↑  В оригинале: Man findet im Bundesland mit 445,58 km² [= ungefähr 62.407 Fußballfelder] eine extrem große Wohnfläche in Wohngebäuden…, то есть завышение (ошибка) в одну тысячу раз.